# Слайм

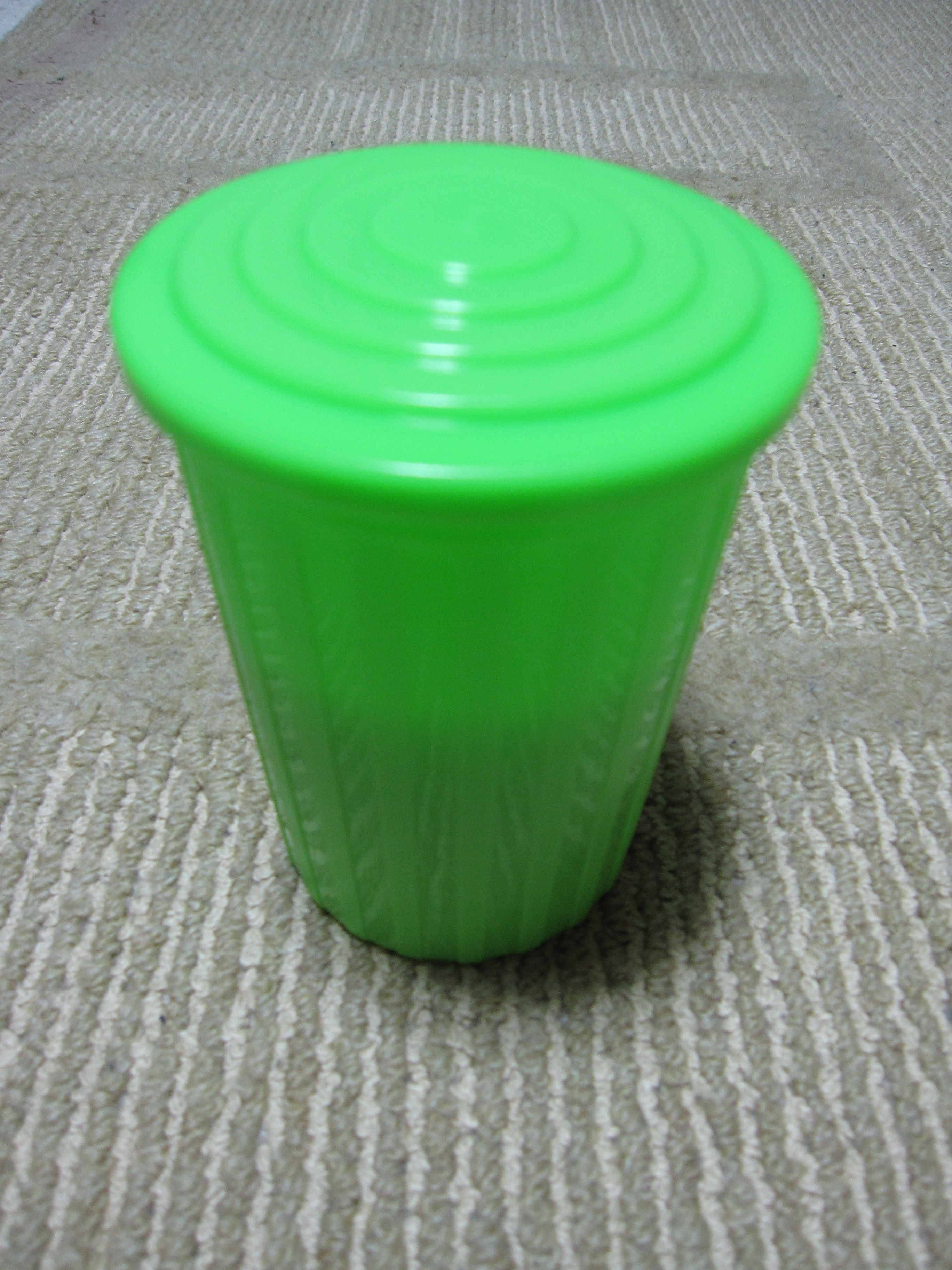
Слайм, выпущенный Mattel в 1976 г.

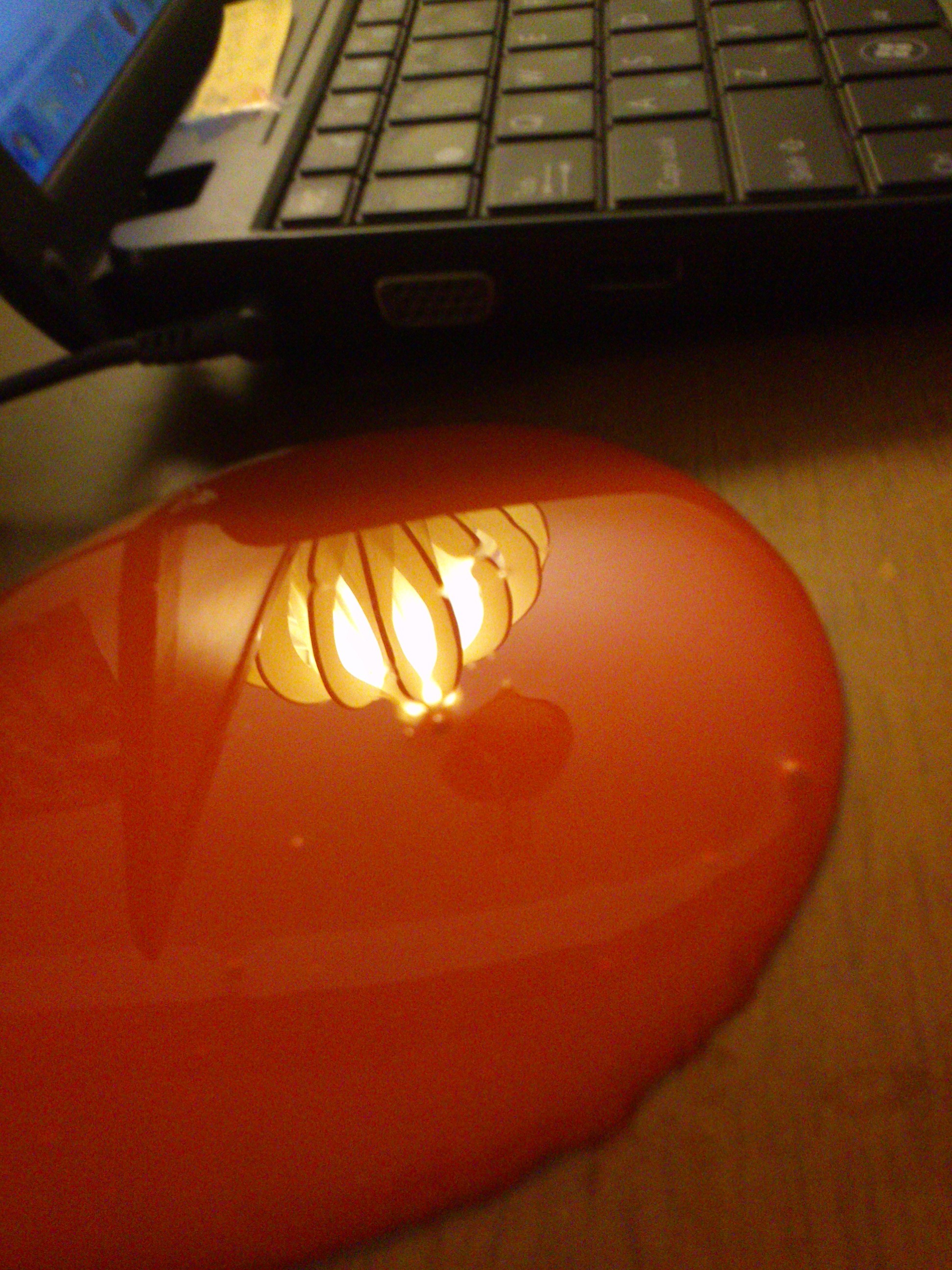
Слайм, растёкшийся по столу

Тянущийся слайм с блёстками

Слайм (англ. Slime — «слизь»), лизун — игрушка, впервые выпущенная компанией Mattel в 1976 г. Состоит из вязкого желеобразного материала, обладающего свойствами неньютоновской жидкости. Основным компонентом слайма, выпущенного Mattel в 1976 году, была гуаровая камедь. Он был зелёного цвета и продавался в пластиковой баночке. С тех пор его выпускало много других компаний, а название «слайм» стало нарицательным. На постсоветском пространстве игрушка известна как «лизун», вероятно, из-за того, что в русском переводе персонаж Слаймер (Slimer) фильмов и мультсериала «Охотники за привидениями» переводился как «Лизун».
Вреда здоровью не несёт, однако желательно избегать попадания на слизистые оболочки, волосы.

## Состав и свойства
Основные компоненты — полисахарид (гуаровая камедь) и бура. Вместо полисахарида могут использоваться другие ингредиенты (например, клей), вместо буры могут использоваться другие загустители, включая раствор для линз, борную кислоту и другие.
Игрушка интересна своим свойством неньютоновской жидкости. Материал похож на слизь, но при этом не разливается и легко собирается. Если слайм оставить в покое, он начинает растекаться по поверхности, а при резком воздействии уплотняется, и, например, при ударе по куску материала можно видеть, как он рвётся.

## Другие слаймы
Помимо стандартного типа слайма, на просторах современного Интернета довольно распространена информация о прочих разновидностях. Существует несколько вариаций — глянцевый, айсберг, пенный, пузырчатый, прозрачный, металлический, бархатистый, снежный, масляный и т. д.
Основные компоненты для приготовления — это клей определённого вида и активатор. Остальные «ингредиенты» добавляются по предпочтению, такие как: пищевые красители, гель для душа, лосьоны, шампунь, пена для бритья, искусственный снег, блёстки, и т. д.
Активатор бывает разный, к примеру: тетраборат натрия, жидкость для линз (в том числе и смешанная с пищевой содой), раствор буры и глицерина (такой активатор называют — «боракс» от англ. Borax), борная кислота и Нафтизин.
Для того, чтобы слайм не становился излишне густым, в него можно добавлять глину.
Изготовление также возможно без использования клеевых составов. Для таких слаймов используют основу в виде крахмала или средства для мытья посуды.